# Andrzej Misiewicz
Andrzej Misiewicz (ur. 20 lipca 1984) – polski koszykarz, występujący na pozycji silnego skrzydłowego, obecnie zawodnik Żubrów Chorten Białystok .

## Osiągnięcia
Stan na 24 kwietnia 2022.

### Drużynowe
- Finalista Pucharu Polski (2006)

### Indywidualne
- MVP I ligi (2009)[1]
- Zaliczony do I składu:
  - I ligi (2009)[2]
  - II ligi grupy B (2019)[3]